# Gyrating Ashville
Gyrating Ash(e)ville – album Elvisa Presleya, składający się z koncertu (23 lipca 1975 w Ashville, stan NC).

## Lista utworów

### CD-1
1. "Also sprach Zarathustra"
2. "C. C. Rider"
3. "I Got A Woman - Amen"
4. "Big Boss Man"
5. "Love Me"
6. "If You Love Me Let Me Know"
7. "It's Midnight"
8. "All Shook Up"
9. "Teddy Bear - Don't Be Cruel"
10. "Hound Dog"
11. "The Wonder Of You"
12. "Turn Around, Look At Me"
13. "Polk Salad Annie"
14. "Band Introductions"
15. "Johnny B. Goode"
16. "Instrumental Solos"

### CD-2
1. "Introductions"
2. "School Days"
3. "T.R.O.U.B.L.E."
4. "Why Me Lord"
5. "How Great Thou Art"
6. "Let Me Be There"
7. "Shake A Hand"
8. "Fairytale"
9. "Introduction Of Vernon"
10. "Little Darlin'"
11. "Mystery Train - Tiger Man"
12. "Funny How Time Slips Away"
13. "It's Now Or Never"
14. "Promised Land"
15. "Can't Help Falling In Love"